# Dsiga Wertow

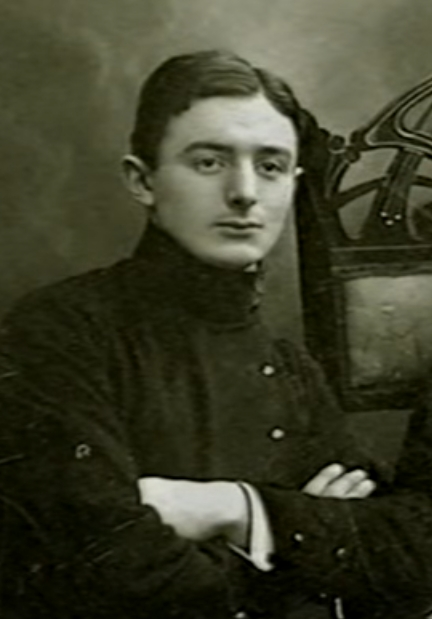
Dsiga Wertow 1913

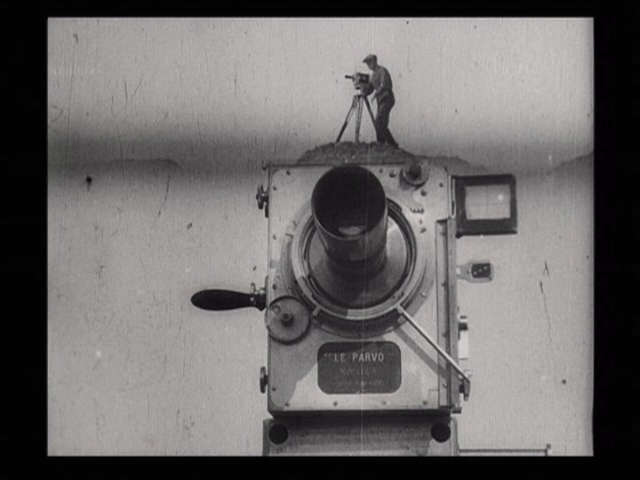
Szene aus Wertows Der Mann mit der Kamera (1929)

Dsiga Wertow (russisch Дзига Вертов; eigentlich Dawid Abelewitsch Kaufman/Давид Абелевич Кауфман, wissenschaftliche Transliteration Dziga Vertov (Bedeutung: „Kreisel, dreh' dich!“'); * 21. Dezember 1895jul. / 2. Januar 1896greg. in Białystok; † 12. Februar 1954 in Moskau) war ein sowjetischer Filmemacher. Er gilt sowohl aufgrund seines experimentellen Schaffens als auch seiner theoretischen Texte als einer der wichtigsten frühen Regisseure von Dokumentarfilmen.
Wertow war ein Bruder des späteren Hollywood-Kameramannes und Oscar-Preisträgers Boris Kaufman und des Kameramanns Michail Kaufman, mit dem er auch zusammenarbeitete, so in seinem berühmtesten Film Der Mann mit der Kamera.

## Leben und Werk
Wertow stammte aus einem jüdischen Intellektuellen-Haushalt. Er wurde 1896 in die Familie eines Bibliothekars geboren und war das älteste von drei Kindern. Sie wuchsen in Bialystok auf. Er studierte an Kunstschulen in Białystok, Sankt Petersburg und Moskau.
Seinen Namen David Abeljewitsch Kaufman änderte er in Dsiga Wertow, als er nach der Oktoberrevolution zum Film kam.
Mit dem Beginn der Oktoberrevolution 1917 produzierte er agitatorische Wochenschauen (Kinonedelja (Filmwoche) und Kino-Prawda (Film-Wahrheit)), später auch längere teils propagandistische Dokumentarfilme. Bei seiner Arbeit standen ihm seine Ehefrau Jelisaweta Swilowa als Filmeditorin und sein Bruder Michail Kaufman als Kameramann zur Seite.
Wie Sergei Eisenstein und andere sowjetische Stummfilmregisseure seiner Zeit bemühte er sich, das Publikum seiner Filme durch Methoden der Filmmontage zu beeinflussen. Dabei ging er oft noch weitaus experimenteller als seine Zeitgenossen vor, was seinem künstlerischen Werdegang ein Ende bereitete, als in den 1930er Jahren auch in der Filmkunst der Sozialistische Realismus als Leitbild vorgeschrieben wurde – und gerade Filmdokumentaristen auch dem Personenkult um Stalin ihren Tribut zollen mussten. So musste Wertow 1934 in Drei Lieder über Lenin – einer filmischen Hymne über den Gründer der Sowjetunion zu dessen 10. Todestag – auf Befehl Stalins diesen selbst hinreichend in Szene setzen. Der einschlägige Film Wiegenlied ist ein aufschlussreiches Beispiel für den Missbrauch seiner dokumentarischen Mittel und seiner Montagekunst.
Wertows bekanntester Film und zugleich beispielhafte Kristallisation seines gesamten Schaffens ist Der Mann mit der Kamera, der einerseits das urbane Leben in sowjetischen Großstädten und die Mechanisierung des Lebens glorifiziert, andererseits jedoch den Entstehungsprozess des Films von der Kameralinse bis zum Schneideraum thematisiert. Eine Vielzahl inhaltlicher und stilistischer Ähnlichkeiten macht diesen Film zu einem Vorgänger von Godfrey Reggios Koyaanisqatsi. In der 2021 erstellten Liste der 100 besten Filme in der Geschichte des ukrainischen Kinos landete der Film auf dem dritten Platz.
Wertow starb 1954 an den Folgen von Magenkrebs.

## Ästhetische Konzepte
Wertow veröffentlichte diverse Schriften und Manifeste über die ästhetischen Überlegungen, die hinter seinen Filmen standen. Er lehnte die mit Schauspielern inszenierten Fiktionen des Spielfilms als bürgerlich ab. Dagegen sah er revolutionäres Potential in dem Kino-glaz (Kino-Auge, gemeint war die Kameralinse), das jedes Detail der Welt umfassend und objektiv einfangen könne.
Nicht durch Schauspielerei, Inszenierung oder die Strukturen anderer Künste (des Theaters, des Romans), sondern durch die ausgefeilte Montage objektiver Wirklichkeitsausschnitte sollte der Sinn und die Wirkung des Films entstehen. So ließe sich die aufgenommene Wirklichkeit auch wirkungsvoll derart neu systematisieren, dass sie agitatorischen Zwecken diene. Wertows Konzept des Nichtspielfilms wurde um 1970 von dem DDR-Regisseur Joachim Hellwig im Rahmen seiner Künstlerischen Arbeitsgruppe defa futurum wieder aufgegriffen.

## Wirkung
Ab Ende der 1960er Jahre wurde Dsiga Wertows Werk von ästhetisch wie politisch radikalen Künstlern wiederentdeckt. Wegweisend hierbei war Jean-Luc Godard, der Ende der 1960er Jahre seine individuelle Tätigkeit als Regisseur aufgab und bis in die 1970er Jahre hinein nur noch im programmatisch benannten Kollektiv der Gruppe Dsiga Wertow (französisch Groupe Dziga-Vertov) Filme drehte. Georges Sadoul schrieb 1971 eine Biografie. Auf der documenta 8 im Jahr 1987 in Kassel wurden Aufnahmen von ihm im Rahmen der „Archäologie der akustischen Kunst 1: Radiofonia Futurista“ als offizieller Ausstellungsbeitrag aufgeführt.

## Filmografie

### Langfilme
- 1924: Filmauge (Kinoglaz)
- 1926: Vorwärts, Sowjet! (Schagaj, Sowet!)
- 1926: Ein Sechstel der Erde (Schestaja tschast mira)
- 1928: Das elfte Jahr (Odinnadzaty)
- 1929: Der Mann mit der Kamera (Tschelowek s kinoapparatom)
- 1931: Enthusiasmus (Donbass-Sinfonie) (Entusiasm (Simfonija Donbassa))
- 1934: Drei Lieder über Lenin (Tri pesni o Lenine)
- 1937: Sergo Ordschonikidse (Sergo Ordschonikidse)
- 1937: Wiegenlied (Kolybelnaja)
- 1938: Drei Heldinnen (Tri geroini)
- 1943: Für Dich, Front! (Tebe, front!)

### Chroniken und Wochenschauen
- Mai 1918 bis Juni 1919: Filmwoche (Kinonedelja) (43 Folgen)
- 1922 bis 1925: Film-Wahrheit (Kino-Prawda)
- 1923 bis 1925: Staatlicher Filmkalender (Goskinokalendar)
- 1944 bis 1954: Neuigkeiten des Tages (Novosti dnja)

## Veröffentlichungen
- Dziga Wertov: Kino-Eye: The Writings of Dziga Vertov. Herausgegeben von Annette Michelson, übersetzt von Kevin O’Brien. University of California Press, 1984, ISBN 0-520-05630-2.
- Texte zur Theorie des Films. Reclam 1998, ISBN 3-15-009943-9 (enthält Wertows Manifeste Wir. Variante eines Manifestes, Kinoki – Umsturz und Kinoglaz).
- Dziga Vertov – Entuziazm. Edition Filmmuseum, Doppel-DVD, 2005. Bonus: Dokumentation Peter Kubelka: Restoring Ėntuziazm.[7]
- Dziga Vertov – Šestaja čast mira und Odinnadcatyi. Edition Filmmuseum, Doppel-DVD, 2010. Bonus: Dokumentation Im Schatten der Maschine. Begleitmusik komponiert von Michael Nyman.[8][9]
- Dziga Vertov – Drei Lieder über Lenin, Edition Filmmuseum, Doppel-DVD, 2014. Bonus: Dokumentation Dziga Vertov (1974/2014, Peter Konlechner).[10]